# Marta Töpferová
Marta Töpferová, zahraničním uměleckým jménem Marta Topferova (* 1975 Ostrava) je česká zpěvačka, kytaristka a skladatelka, dcera herců Tomáše Töpfera a Zuzany Hodkové.
Její repertoár byl do nedávna zaměřen na autorské i latinskoamerické písně zpívané výhradně španělsky, ale v posledních letech začala zpívat i natáčet i v češtině, zejména se svým projektem Milokraj.
V roce 1987 emigrovala se svojí matkou a sestrou do USA, kde žila mezi lety 1987-2012. Strávila šestnáct let v New Yorku a koncertovala po celém území Spojených států, v Kanadě, v Evropě, v Argentině a v Thajsku. Často ji doprovázejí latinskoameričtí hudebníci. V roce 2012 se vrátila do České republiky a nyní koncertuje převážně v Evropě. Je stále občankou České republiky.

## Diskografie
- Homage To Homeland (vlastní produkce, Lyra Records 2002)
- Sueňo Verde (2003 Circular Moves)
- La Marea (2005 World Village)
- Flor Nocturna (2006 World Village)
- Trova (2009 World Village)
- The Other Shore (2011 World Village)
- Milokraj, s Tomášem Liškou, (2013 Animal Music)
- Reencuentros, s Ernestem Chuecos (2016 Senderos)
- Tento svět, s Milokrajem (2017 Moravia Publishing)
- Cesta domů (singl) s Edmarem Castañedou (2019 Moravia Publishing)
- Sombras (2024 Moravia Publishing)